# 昭和100年問題
昭和100年問題（しょうわひゃくねんもんだい）はコンピュータシステムの年問題の一つ。過去に製作された日本のコンピュータシステムには年を日本の元号である昭和を用いて管理しているものがあるが、2025年は昭和100年であり桁数が3桁になるため、システムが誤作動する可能性がある。「2025年問題」とも呼ばれる。

## 概要
官公庁や金融機関などを中心に、アプリケーションソフトウェア内部で、年を昭和2桁で表現しているシステムが存在している（平成以降も、内部的に昭和として扱う）。
日本の公文書においては年を記載する際、全てにおいて西暦でなく昭和を用いることにより、同じ2桁でも25年先まで表現できるという利点があった。しかし、「昭和100年（2025年）＝昭和0年」として認識されることで正しく扱うことができず、2000年問題と類似した誤動作を起こす恐れがある。
昭和期のコンピュータシステムがどれだけ稼働しているのかを疑問視する意見もあるが、元号が昭和から平成に移行した際に、UNIX時間や西暦から平成としての年号を計算するのではなく、内部処理は昭和の年号のままで実施し、表示のみそこから63を引いた数を平成としての年号とするような改修もされたため、この問題は古いシステムをマイグレーションしているシステムに内在している可能性がある。
他にも以下のような内部構造を持っているシステムもあり、
- 顕在化した2000年問題にも同様の疑問が持たれていた。
- 平成期以降に開発されたシステムであっても、他の古いシステムとの互換性を維持するために年を昭和で表現する設計になっている場合がある[6]。
- システムの中核を担う汎用機を中心として、ハードウェアを更新してもソフトウェアは更新せずそのまま使う例もある。
- ソフトウェアを更新しないことで開発コストや作業者への教育コスト、システム障害のリスクを低減し、短い試験運用期間で迅速に処理能力を向上できるため、汎用機においては古いソフトウェアをそのまま動作させられることが機種選定の条件となる場合がある。

などの要因を考えれば、決して無視できる問題ではない。
対策としては、「桁数を増やす」、「西暦に改める」などが考えられる（公文書では事実上元号の記載が義務づけられているが、表示時に変換すればよいため内部的に元号を用いる必要は必ずしもない）。

## 類似の年問題
- 2000年問題・Y2K問題（2000年） - 年を表す際に西暦の下2桁だけを扱うシステムにおいて、「2000年（00）」を「1900年」と扱うことにより不具合が生じるとされた問題。
- 民国100年問題（2011年） - 台湾で使用されている2桁の民国紀元を用いたシステムにおいて、「民国100年」を「民国0年」と扱うことにより不具合が生じるとされた問題。
- 西暦10000年問題・Y10K問題（10000年） - 年を4桁の数値で表すシステムにおいて、年数が5桁になる「10000年」にプログラムに不具合が生じるとされた問題。IETFが1999年4月1日に発表したジョークRFCであり、「コードやプログラムはしばしば彼らの意図した状況を超えてよく使われる」という推論をもとに発表された。